# Transit O-2
Transit O-2 – amerykański wojskowy satelita nawigacyjny; drugi statek Transit serii operacyjnej. Wraz z nim wyniesiono satelitę Transit 5E-5. Pracował jedynie kilka dni.

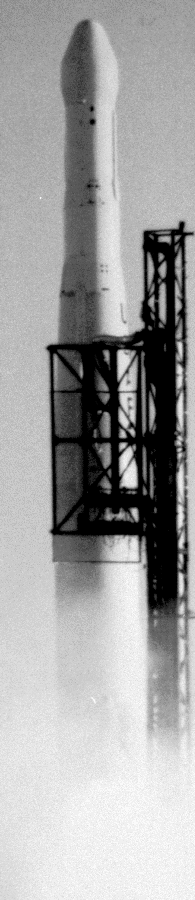
Start Transita 5E-5 i O-2 rakietą Thor Able Star

Stanowił część systemu nawigacji dla okrętów podwodnych US Navy przenoszących pociski balistyczne typu UGM-27 Polaris. Zbudowany przez Naval Avionics Facility.
Statek pozostaje na orbicie, której trwałość szacuje się na 1000 lat.